# Cogeces de Íscar
Cogeces de Íscar est une commune de la province de Valladolid dans la communauté autonome de Castille-et-León en Espagne.

## Sites et patrimoine
- Église San Martín de Tours (es)
- Pont médiéval de Cogeces
- Croix de Pesquera